# Bulgaars voetbalkampioenschap 1939/40
In 1939/40 werd het zeventiende Bulgaarse voetbalkampioenschap gespeeld.  

## Eindstand
| Plaats | Club               | Wed. | W  | G | V  | Saldo | Ptn. |
| ------ | ------------------ | ---- | -- | - | -- | ----- | ---- |
| 1.     | ZjSK Sofia         | 18   | 10 | 3 | 5  | 31:27 | 23   |
| 2.     | Levski Sofia       | 18   | 9  | 4 | 5  | 29:18 | 22   |
| 3.     | Slavia Sofia       | 18   | 9  | 4 | 5  | 30:20 | 22   |
| 4.     | AS 23 Sofia        | 18   | 9  | 2 | 7  | 41:27 | 20   |
| 5.     | FK 13 Sofia        | 18   | 6  | 7 | 5  | 37:29 | 19   |
| 6.     | Sjipka Sofia       | 18   | 7  | 3 | 8  | 25:27 | 17   |
| 7.     | SK Titsja Varna    | 18   | 6  | 5 | 7  | 17:24 | 17   |
| 8.     | Sportklub Plovdiv  | 18   | 4  | 9 | 5  | 17:24 | 17   |
| 9.     | Levski Roese       | 18   | 4  | 4 | 10 | 13:27 | 12   |
| 10.    | SK Vladislav Varna | 18   | 3  | 5 | 10 | 14:31 | 11   |

|  | Kampioen   |
|  | Degradatie |

## Kampioen
| Bulgaars staatskampioen 1939/40 |
| Bulgarije                       |
| ------------------------------- |
| ZjSK Sofia Kampioen (1° titel)  |